# Rhytiodus
Rhytiodus is een geslacht van straalvinnige vissen uit de familie van de kopstaanders (Anostomidae).

## Soorten
- Rhytiodus argenteofuscus Kner, 1858
- Rhytiodus elongatus (Steindachner, 1908)
- Rhytiodus lauzannei Géry, 1987
- Rhytiodus microlepis Kner, 1858